# Tamara Haggerty
Tamara Haggerty (Vijfhuizen, 29 april 1996) is een Nederlandse handbalster die uitkomt in de Deense Competitie voor Horsens HK.